# 1717 en droit
Cet article présente les faits marquants de l'année 1717 en droit.

## Événements
- Le Parlement de Londres fait de la transportation vers le Nouveau Monde un châtiment légal. Des dizaines de milliers de détenus seront envoyés en Virginie, au Maryland et dans les autres colonies[1].
- Dernier bûcher pour sorcellerie en Slovénie[2].
- Janvier-février : les Britanniques obtiennent de l'empereur moghol Farrukhsiyâr une dispense des droits de douane au Bengale[3].
- 1er février : ratification du traité de Varsovie du 4 novembre 1717, imposé par Pierre le Grand à la Diète polonaise, réduite au silence (« diète muette »)[4]. Début de la tutelle russe sur la Pologne. Le traité impose les projets de fusions de la Pologne et de la Saxe, tandis que la Russie se porte garante de la paix intérieure.
- 9 février[5] : arrestation à Arnheim en Hollande du conseiller de Charles XII de Suède, Görtz et du comte de Gyllenborg, ambassadeur de Suède en Angleterre, après la découverte d’un complot visant à envahir la Norvège et à rétablir la Maison Stuart au Royaume-Uni[6]. Charles XII, poussé par son conseiller, lève une nouvelle armée afin d'envahir la Norvège.
- 17 mai : la prédication du christianisme est interdite en Chine. Fin de la Mission jésuite en Chine[7].
- 11-15 décembre : réforme des départements ministériels en Russie : les anciens prikazes sont remplacés par 9 (puis 12) collèges, administrés par un conseil de 11 membres (Chancellerie secrète, affaires étrangères, trésor, justice, guerre, amirauté…) ; le nouveau système est mis en place le 1er janvier 1719[8]. Menchikov devient président du Collège de la Guerre.